# Лундин, Александер
Хенрик Александер Лундин (швед. Henric Alexander Lundin; род. 25 октября 1992, Швеция) — шведский футболист, вратарь «Мьельбю».

## Клубная карьера
Начинал заниматься футболом в «Неттрабю». В 2009 году оттуда перешёл в молодёжную структуру «Мьельбю». С 2010 года стал привлекаться к тренировкам с основной командой. 29 августа впервые попал в заявку команды на игру с «Треллеборгом», но на поле не появился. Дебютировал в чемпионате Швеции 5 мая 2013 года во встрече с «Эльфсборгом», заменив на 20-й минуте Маттиаса Аспера. В январе 2014 года на правах аренды на сезон перешёл в «Хускварну».
29 января 2015 года перешёл в «Фалькенберг». Во всех матчах первого сезона в команде был в заявке, но на поле не выходил. Первую игру за клуб провёл 27 февраля 2016 года в матче группового этапа кубка страны с «Варбергом». В чемпионате за него дебютировал 27 апреля в матче шестого тура против «Йёнчёпингс Сёдры». В начале 2017 года подписал однолетний контракт с «Вестеросом» из первого дивизиона. Затем провёл два сезона в «Акрополисе».
5 марта 2020 года заключил контракт с «Броммапойкарной». В сезоне 2020 года принял участие в 29 матчах чемпионата, заняв вместе с командой вторую строчку в турнирной таблице и попав в стыковые матчи за право выхода в Суперэттан. В двухматчевом противостоянии с «Треллеборгом» обе встречи завершились вничью со счётом 1:1, а в серии пенальти сильнее оказался соперник. В следующем сезоне Лундин провёл четыре матча, а команда заняла первое место и напрямую поднялась в Суперэттан. Спустя год «Броммапойкарна» за несколько туров до финиша заняла первое место в турнирной таблице и поднялась в Алльсвенскан.

## Карьера в сборной
В феврале 2011 года участвовал вместе с юношеской сборной Швеции в товарищеском турнире в Испании. 9 февраля в игре со Словакией дебютировал в её составе.
В ноябре 2013 года был вызван в молодёжную сборную на матчи отборочного турнира чемпионата Европы с Грецией и Мальтой. В игре с мальтийцами, состоявшейся 19 ноября попал в заявку на игру, но на поле не вышел.

## Достижения
Броммапойкарна
- Победитель Суперэттана: 2022

## Клубная статистика
| Выступление      | Выступление      | Выступление      | Лига | Лига | Кубки | Кубки | Конт. кубки | Конт. кубки | Разное | Разное | Итого | Итого |
| Клуб             | Лига             | Сезон            | Игры | Голы | Игры  | Голы  | Игры        | Голы        | Игры   | Голы   | Игры  | Голы  |
| ---------------- | ---------------- | ---------------- | ---- | ---- | ----- | ----- | ----------- | ----------- | ------ | ------ | ----- | ----- |
| Мьельбю          | Алльсвенскан     | 2013             | 4    | -5   | 0     | 0     | 0           | 0           | 0      | 0      | 4     | -5    |
| Мьельбю          | Итого            | Итого            | 4    | -5   | 0     | 0     | 0           | 0           | 0      | 0      | 4     | -5    |
| → Хускварна      | Суперэттан       | 2014             | 8    | -17  | 0     | 0     | 0           | 0           | 0      | 0      | 8     | -17   |
| → Хускварна      | Итого            | Итого            | 8    | -17  | 0     | 0     | 0           | 0           | 0      | 0      | 8     | -17   |
| Фалькенберг      | Алльсвенскан     | 2015             | 0    | 0    | 0     | 0     | 0           | 0           | 0      | 0      | 0     | 0     |
| Фалькенберг      | Алльсвенскан     | 2016             | 13   | -36  | 1     | -1    | 0           | 0           | 0      | 0      | 14    | -37   |
| Фалькенберг      | Итого            | Итого            | 13   | -36  | 1     | -1    | 0           | 0           | 0      | 0      | 14    | -37   |
| Вестерос         | Дивизион 1       | 2017             | 16   | -22  | 0     | 0     | 0           | 0           | 0      | 0      | 16    | -22   |
| Вестерос         | Итого            | Итого            | 16   | -22  | 0     | 0     | 0           | 0           | 0      | 0      | 16    | -22   |
| Акрополис        | Дивизион 1       | 2018             | 10   | -16  | 2     | -2    | 0           | 0           | 0      | 0      | 12    | -18   |
| Акрополис        | Дивизион 1       | 2019             | 15   | -14  | 1     | -2    | 0           | 0           | 0      | 0      | 16    | -16   |
| Акрополис        | Итого            | Итого            | 25   | -30  | 3     | -4    | 0           | 0           | 0      | 0      | 28    | -34   |
| Броммапойкарна   | Дивизион 1       | 2020             | 29   | -21  | 0     | 0     | 0           | 0           | 2      | -2     | 31    | -23   |
| Броммапойкарна   | Дивизион 1       | 2021             | 3    | -6   | 2     | -1    | 0           | 0           | 0      | 0      | 5     | -7    |
| Броммапойкарна   | Суперэттан       | 2022             | 4    | -9   | 3     | -5    | 0           | 0           | 0      | 0      | 7     | -14   |
| Броммапойкарна   | Итого            | Итого            | 36   | -36  | 5     | -6    | 0           | 0           | 0      | 0      | 41    | -42   |
| Всего за карьеру | Всего за карьеру | Всего за карьеру | 102  | -146 | 9     | -11   | 0           | 0           | 2      | -2     | 113   | -159  |